# 磯山絵美
磯山 絵美（いそやま えみ、1981年5月11日 - ）は、千葉県出身の元女子バスケットボール選手である。シャンソンVマジック所属。ポジションはフォワード。175cm。ニックネームは「モカ」。

## 人物
市立船橋高校で卒業後、富士通に入社しバスケットボール部に入団。
2004年、日立ハイテクノロジーズに移籍。
2006年アジア大会で銅メダル獲得。
2007年アジア選手権の日本代表にも選ばれる。
2010年引退。2011年復帰、シャンソンVマジックに加入。2013年退団。

## 経歴
- 市立船橋高校 - 富士通（2000年〜2004年） - 日立ハイテク（2004年〜2010年） - シャンソンVマジック（2011～2013）